# 王振義
王 振義（おう しんぎ、1924年11月30日 - ）は、中華人民共和国の医学者。江蘇省興化県出身。中国工程院院士。

## 経歴
1924年11月30日、江蘇省興化県で生まれる。薩坡賽小学（現在の黄浦区第一中心小学）、興化中学を経て、1948年、震旦大学医学学科を卒業。大学卒業後、同年、広慈医院（現在の瑞金医院）住院部に入局。
2000年、コロンビア大学名誉科学博士の称号を与えられる。

## 栄典
- 1993年、レジオンドヌール勲章
- 1995年、中国工程院院士

## 受賞
- 1994年、何梁何利基金科学と技術進歩賞
- 2011年、国家最高科学技術賞